# Opus tessellatum

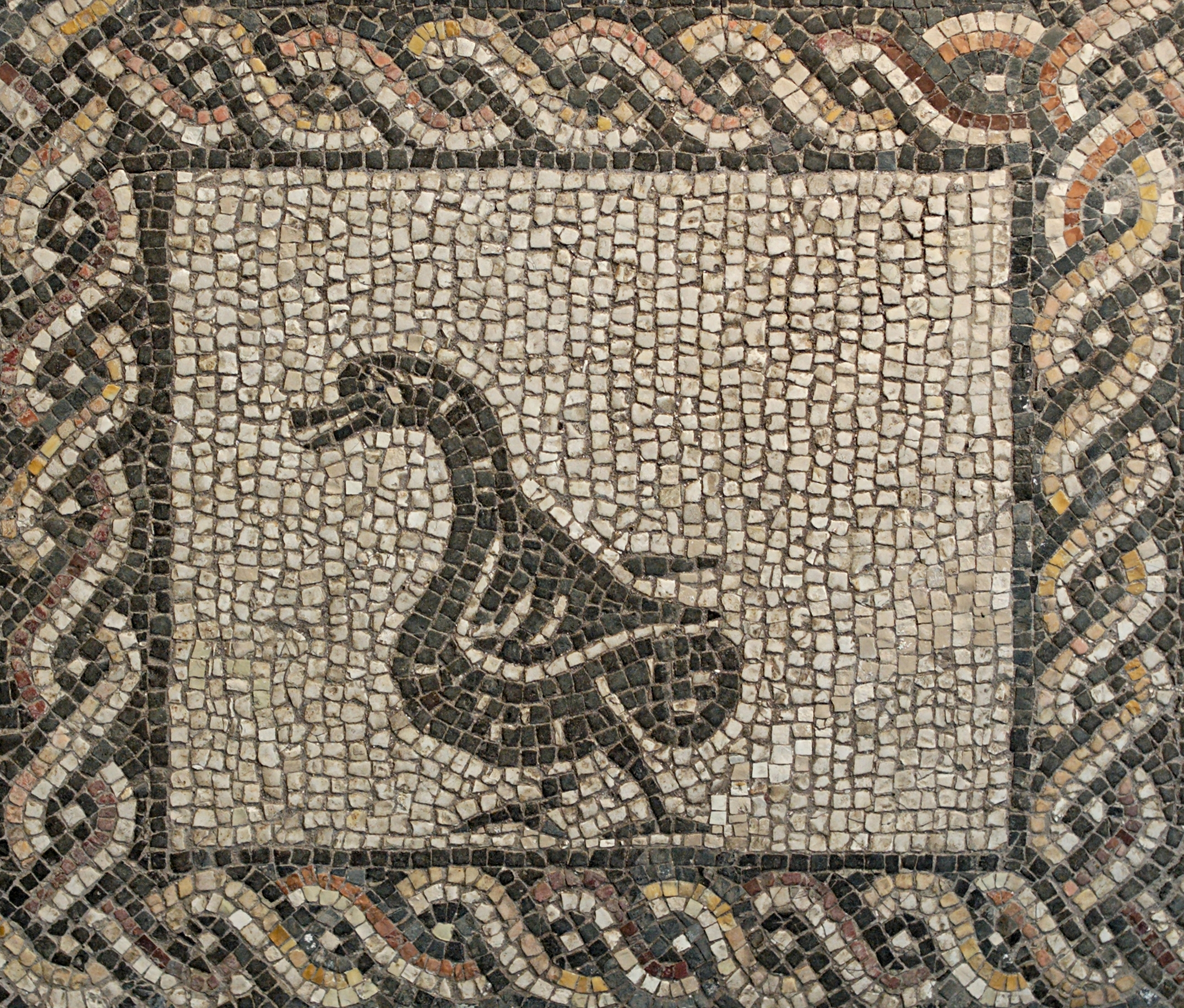
Opus tessellatum mozaïek (3e eeuw).

Opus tessellatum verwijst naar een soort mozaïek gemaakt van relatief grotere (veelkleurige) tesserae. Opus tessellatum wordt gewoonlijk gebruikt voor de achtergrond, bestaande uit horizontaal of verticaal geschikte lijnen. Voor de vormen wordt vaak het opus vermiculatum gebruikt. Men kon gebruikmaken van vele verschillende soorten opera, en dit verandert het patroon van een mozaïek, maar het had ook zijn effect op het kunstwerk. Zo zal een golvende opus in blauw een impressie van water of zee geven.